# Norís
Norís és un poble del terme municipal d'Alins, a la comarca del Pallars Sobirà.
Està situat a la Vall de Tor, subsidiària de la Vall Ferrera, a 1.254 metres d'altitud, al nord-est d'Alins, en el curs del Barranc de la Mola, que passa pel bell mig del petit poble. És en una vall bastant tancada als peus de la Serra des Canals, que tanca la vall pel nord-oest, i l'Escala Calba, que la tanca pel nord-est. S'hi accedeix per una pista rural que arrenca de la Carretera de Tor; és a 4 quilòmetres d'Alins.
El poble té l'església parroquial de Sant Serni, romànica.

## Etimologia
Com explica Joan Coromines, l'etimologia de Norís, que apareix com a Anorís en textos medievals, és la mateixa de Núria i fins i tot d'Andorra: una arrel preromana, possiblement basca, andor, que conté ur (aigua): lloc abundant en aigua, amb un sufix en -ís que apareix en diversos topònims pininencs, de significat incert.

## Geografia

### El poble de Norís
Norís és en una raconada formada per la vall del Barranc de la Mola, que travessa pel bell mig de la població. L'església de Sant Serni és a l'extrem occidental del que fou nucli de Norís, una part del qual, precisament la que envoltava l'església, és desapareguda o en ruïnes.

#### Les cases del poble[1]
| - Casa Esplandiu - Casa Guillem - Casa Mallol - Casa Marià | - Casa Martí - Casa Pere Mallol - Casa Quim | - La Rectoria - Casa Sabater - Casa Segalàs | - Casa Tervió - Casa Tonya - Casa Xicot |

## Història

### Edat moderna
En el fogatge del 1553, Norís declara 1 foc eclesiàstic i 4 de laics, uns 25 habitants.

### Edat contemporània
Norís no té el seu article en el Diccionario geográfico... de Pascual Madoz. Només apareix en els quadres estadístics del terme judicial de Sort. La població estava composta de 5 veïns (caps de casa) i 76 ànimes (habitants).
En el cens del 1857 Noris apareix amb 65 habitants i 14 cèdules, i és el municipi menys poblat de Catalunya i un dels quatre municipis amb menys de 200 habitants.
L'ajuntament de Norís fou creat el 1812, arran de les lleis promulgades a partir de la Constitució de Cadis i la reforma de tot l'estat que s'emprengué, i fou suprimit el 1927, amb la seva incorporació al municipi d'Alins.
Alcaldes:
- Bonaventura Rosell (1899)
- Antoni Ricart (1900)